# Alina Zellhofer

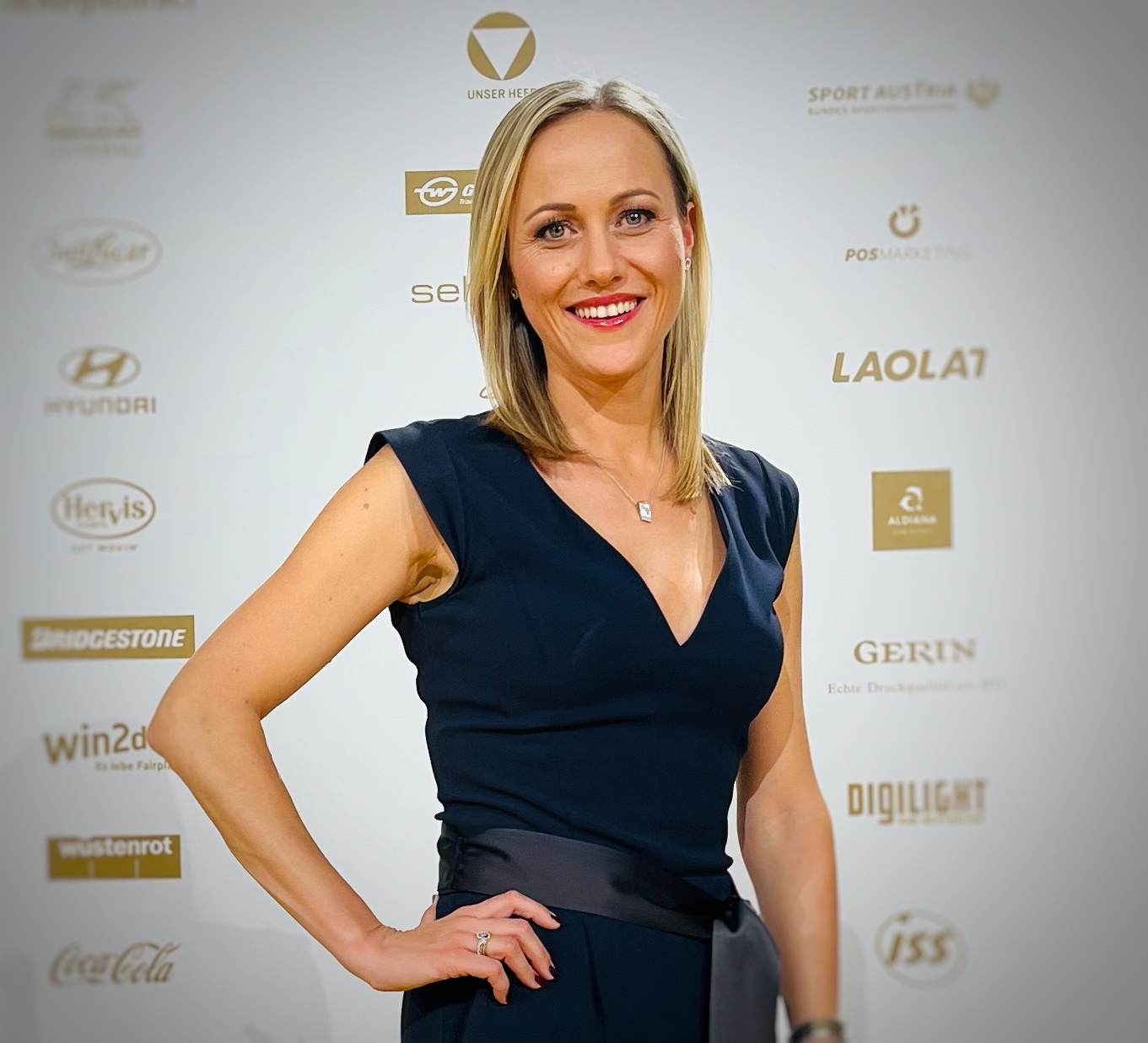
Alina Zellhofer (2023)

Alina Zellhofer (* 31. März 1987 in Linz) ist eine österreichische Sportmoderatorin und Journalistin beim ORF.

## Karriere
Bei Radio Oberösterreich und lokalen TV-Sendern sammelte Zellhofer erste Erfahrungen in der Medienwelt. Nach der Matura vertiefte sie diese und studierte in Wien Journalismus und Medienmanagement. Zellhofer machte außerdem ein Praktikum beim ÖFB und in der ORF TV-Sportredaktion. Danach folgten mehrmonatige Auslandsaufenthalte an der Universität in Vancouver und beim ZDF in Berlin. Nach Abschluss des Studiums arbeitete sie von 2010 bis 2012 im aktuellen Dienst im ORF-Landesstudio Oberösterreich in Linz. Seit 2012 zählt die gebürtige Linzerin zum Team der ORF-TV-Sportredaktion in Wien und ist dort vorwiegend in den Bereichen Fußball, Ski alpin und Snowboard tätig. Seit November 2016 präsentiert sie Sport aktuell und seit September 2018 Sport am Sonntag, dort ist sie die erste Moderatorin in der Geschichte der Sendung.
2016 war Zellhofer als Moderatorin bei der Fußball-EM in Frankreich sowie bei den Olympischen Sommerspielen in Rio de Janeiro im Einsatz. 2017 präsentierte sie die Frauenfußball-EM in den Niederlanden, 2019 die Frauenfußball-WM in Frankreich, 2022 die Frauenfußball-EM in England und 2023 die Frauenfußball-WM in Australien und Neuseeland. 2018 moderierte sie bei den Olympischen Winterspielen in Pyeongchang und bei der Fußball-WM in Russland. 2021 war Zellhofer als Moderatorin bei der in elf Ländern stattfindenden Fußball-EM und bei den Olympischen Sommerspielen in Tokio tätig. 2022 moderierte sie bei der Fußball-WM in Katar. 2024 war sie bei der Fußball-EM in Deutschland sowie bei den Olympischen Sommerspielen in Paris im Einsatz.

## Persönliches
Alina Zellhofer ist die Tochter des ehemaligen Fußballspielers und späteren Fußballtrainers und Sportdirektors Georg Zellhofer. Ihr Bruder Alexander ist ebenfalls Fußballtrainer.

## Auszeichnungen
- 2018, 2019, 2020, 2022 und 2024 Journalistin des Jahres in der Kategorie Sport[3][4][5][6]
- 2019: Romy in der Kategorie Sport
- 2022: Romy in der Kategorie Sport[7]